# 鎌倉郡
- 令制国一覧 > 東海道 > 相模国 > 鎌倉郡
- 日本 > 関東地方 > 神奈川県 > 鎌倉郡

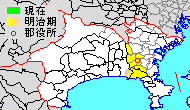
神奈川県鎌倉郡の範囲

鎌倉郡（かまくらぐん）は、神奈川県（相模国）にあった郡。

## 概要
郡に所属する町村の数には時代によって変動が見られるが、近代以前は概ね80か村程度（幕末には89町村）所属し、郡高は2万石強程度だったようである。
廃藩置県以降、次第に周辺の市・町に吸収合併されて郡域は縮小し、1948年（昭和23年）6月1日に大船町が鎌倉市に編入されたことによって所属する町村がなくなり消滅した。

## 郡域
地理的には、境川以東の柏尾川流域が主な郡域であった。
1878年（明治11年）に行政区画として発足した当時の郡域は、下記の区域に相当する。
- 鎌倉市（全域）
- 横浜市
  - 戸塚区・泉区・栄区の全域
  - 瀬谷区（卸本町の一部を除いた全域）
  - 港南区（芹が谷一 - 五丁目、東芹が谷、東永谷一 - 三丁目、上永谷一 - 六丁目、下永谷一 - 六丁目、丸山台一 - 四丁目、日限山一 - 四丁目、上永谷町、野庭町の全域、日野南五 - 七丁目の各一部）
  - 金沢区（朝比奈町の全域、東朝比奈二 - 三丁目の各一部）
  - 南区（六ツ川四丁目の全域）
- 藤沢市（西富一・二丁目、大鋸一 - 三丁目、藤が丘一 - 三丁目、弥勒寺一 - 四丁目、渡内一 - 四丁目、村岡東一 - 四丁目、川名一・二丁目、片瀬一 - 五丁目、片瀬山一 - 五丁目、片瀬目白山、片瀬海岸一 - 三丁目、江の島一・二丁目および大字大富、小塚、宮前、高谷、柄沢

上記のほか、古くは逗子市全域、葉山町北部も含まれていた。これらは後年、相模国三浦郡に編入された。

### 隣接していた郡
行政区画として発足した当時に隣接していた郡は以下の通り。
- 神奈川県 ： 高座郡、南多摩郡、都筑郡、橘樹郡、久良岐郡、三浦郡

## 有史から江戸時代まで

### 古代
「古事記」によれば、倭建命（日本武尊）の子・足鏡別王は、「鎌倉之別…之祖也」とあり、現在の鎌倉市域から三浦半島付近は「鎌倉別（かまくらのわけ）」という古代豪族の拠点だったと考えられている。鎌倉周辺の丘陵では、古墳時代には横穴墓群が多く形成されている（鎌倉型横穴墓を参照）。
奈良時代・平安時代の郡衙は鎌倉郷鎌倉里、現在の鎌倉市御成町一帯（鎌倉市立御成小学校・鎌倉市役所のあたり、旧鎌倉御用邸跡地）に所在する今小路西遺跡と推定されており、小学校内の発掘調査により巨大な掘立柱建物群が検出され、租税を書き付けた「天平5年（733年）」銘の木簡が出土している。

#### 郷
源順の『和名類聚抄』によると、平安時代中期に鎌倉郡にあった郷は以下の通り。
- 沼浜（ぬはま） - 逗子市沼間。
- 鎌倉（かまくら） - 鎌倉市大町、小町、御成町。
- 埼立（はしたて） -「はのたて」「さきだて」とも。鎌倉市長谷、坂ノ下、極楽寺。
- 荏草（えがら） - 「えがや」とも。鎌倉市二階堂（荏柄天神社周辺）。
- 梶原（かぢはら） - 鎌倉市梶原。
- 尺度（さかと） - 「さかど」とも。藤沢市本町（旧・坂戸町）か。但し、藤沢市本町は、近世では高座郡に属しており、尺度郷は現在の横浜市栄区から戸塚区にかけての地域とする説もある。
- 大島（おほしま） - 横浜市泉区岡津町、新橋町、弥生台、瀬谷区阿久和、三ツ境。

#### 式内社
『延喜式』神名帳に記される郡内の式内社。
Template:相模国鎌倉郡の式内社一覧
| 神名帳     | 神名帳 | 神名帳 | 神名帳 | 比定社 | 比定社 | 比定社 | 集成 |
| 社名       | 読み   | 格     | 付記   | 社名   | 所在地 | 備考   | 集成 |
| ---------- | ------ | ------ | ------ | ------ | ------ | ------ | ---- |
| 凡例を表示 |        |        |        |        |        |        |      |

### 中世
後北条氏は、分国相模を西郡、中郡、東郡とし、古代以来の三浦郡と合わせて統治した。相模川以東の高座郡と鎌倉郡は東郡とよばれた。近世初頭まで用いられたようである。

### 近世
江戸時代、徳川光圀が著した「新編鎌倉志」には「谷七郷」が記載されている。谷七郷の郷名と相当する現在の地名は以下の通り。
- 小坂郷（おさかごう、鎌倉市常盤、藤沢市片瀬）
- 小林郷（こばやしごう、鎌倉市雪ノ下、梶原）
- 葉山郷（はやまごう、逗子市小坪、桜山、沼間、三浦郡葉山町堀内、一色、長柄）
- 津村郷（つむらごう、鎌倉市腰越・津、手広、笛田、藤沢市川名）
- 村岡郷（むらおかごう、横浜市戸塚区俣野町、影取町、藤沢市村岡東、柄沢、渡内、鎌倉市城廻、関谷、植木、岡本）
- 長尾郷（ながおごう、横浜市栄区長尾台町、田谷町、飯島町、金井町）
- 矢部郷（やべごう、横浜市戸塚区矢部町、上矢部町、泉区中田町、和泉町、瀬谷区宮沢）

## 近代以降

### 町村制以前の沿革
- 1867年（慶応3年） - それまでは海防の関係から陸奥会津藩、武蔵川越藩、長門萩藩、肥後熊本藩等が郡内を管轄していたが、ほぼ全域が幕府領となり、代官・江川太郎左衛門支配所（韮山代官所）の管轄となる。
- 「旧高旧領取調帳」に記載されている明治初年時点での支配は以下の通り。●は村内に寺社領が、○は寺社除地（領主から年貢免除の特権を与えられた土地）が存在。幕府領は、ほぼ全域を代官・江川太郎左衛門支配所、ごく一部を代官・松村忠四郎（長為）支配所、浦賀奉行所が管轄した。村と記載されている戸塚町、吉田町をそれぞれ町として数えると、4町85村が存在した。

| 知行         | 知行                             | 村数    | 村名 |
| ------------ | -------------------------------- | ------- | --- |
| 幕府領       | 幕府領（江川支配所）             | 1町34村 | ●藤沢宿ノ内・大鋸町、山谷新田、小塚村、弥勒寺村、寺分村、梶原村、常葉村、上町屋村、笛田村、●片瀬村、腰越村、津村、川名村、●手広村、●長谷村、坂ノ下村、●小町村、●雪ノ下村、●扇ヶ谷村、谷合四ヶ村（十二所村、西御門村、二階堂村、浄妙寺村のうち幕府領を指す）、●山ノ内村、峠村、小菅ヶ谷村、桂村、○今泉村、●岩瀬村、公田村、鍛冶ヶ谷村、●中之村、●上之村、飯島村、上野庭村、○下野庭村、下倉田村、二ツ橋村 |
| 幕府領       | 幕府領（松村支配所）             | 1町2村  | 戸塚村、吉田村、矢部町（それぞれ戸塚宿のうち戸塚町、吉田町、矢部町を指す） |
| 幕府領       | 幕府領（江川支配所・浦賀奉行所） | 1村     | 台村 |
| 幕府領       | 旗本領                           | 32村    | 上俣野村、東俣野村、関谷村、岡本村、○植木村、●城廻村、高谷村、小袋谷村、金井村、小雀村、長尾台村、上倉田村、●舞岡村、上柏尾村、下柏尾村、平戸村、品濃村、前山田村、●後山田村、秋葉村、●名瀬村、●上矢部村、宮沢村、●阿久和村、下飯田村、和泉村、上飯田村、汲沢村、●岡津村、深谷村、中田村、●原宿村 |
| 幕府領       | 幕府領・旗本領                   | 7村     | ●渡内村、宮ノ前村、山崎村、大船村、長沼村、永谷村、●瀬谷村 |
| 藩領         | 下野烏山藩                       | 1村     | 柄沢村 |
| 藩領         | 下総生実藩                       | 1村     | 笠間村 |
| 幕府領・藩領 | 烏山藩・幕府領・旗本領           | 1村     | 田谷村 |
| その他       | 寺社領                           | 8村     | 西村、江ノ島（町および村は称さない）、極楽寺村、乱橋村／材木座村、大町村、○十二所村、西御門村、二階堂村、浄妙寺村 |

- 慶応4年（1868年）
  - 3月19日 - 神奈川奉行が新政府軍に接収されて横浜裁判所となり、藩領を除く当郡全域を管轄。ただし、旧韮山代官所、松村支配所管轄地域の一部事務は引き続き両支配所が扱った。
  - 4月20日 - 横浜裁判所が神奈川裁判所に改称。内務は管下の戸部裁判所が担当した。
  - 6月17日 - 神奈川裁判所が神奈川府に改称。
  - 6月29日 - 韮山代官所が韮山県に改組され、一部事務を引き継ぐ。
  - 7月10日 - 旧幕府代官の松村長為が武蔵知県事に就任。一部事務を引き続き担当。
- 明治元年（1868年）9月21日 - 神奈川府が神奈川県に改称。
- 明治2年（1869年）2月9日 - 武蔵知県事の一部事務を品川県が引き継ぐ。
- 明治4年（1871年）
  - 1月15日 - 寺社領の上知が決定され、府・藩・県のいずれかに所属することが定められる。英勝寺をはじめ、水戸徳川家と縁の深い寺社領が多い、扇ヶ谷村（寺社領のみ）・谷合四ヶ村・山ノ内村・峠村・十二所村・西御門村・二階堂村・浄妙寺村・大船村・小袋谷村・台村が水戸藩の管轄となったのはこの頃と推測されるが、実施日は不明。
  - 7月14日 - 廃藩置県により、藩領が水戸県、烏山県、生実県となる。
  - 11月14日 - 全域が神奈川県の管轄となる（日付は太政官布告のもので、実施日は不明）。
  - 西村が西富町に改称。（5町84村）
- 明治11年（1878年）11月18日 - 郡区町村編制法の神奈川県での施行により、行政区画としての鎌倉郡が発足。郡役所が戸塚駅吉田町（後に戸塚町、現・横浜市戸塚区）に設置。
- 明治15年（1882年） - 大鋸町、西富町が「藤沢駅」を冠称。

### 町村制以降の沿革

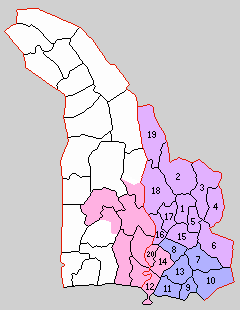
1.戸塚町 2.中川村 3.川上村 4.永野村 5.豊田村 6.本郷村 7.小坂村 8.玉縄村 9.西鎌倉村 10.東鎌倉村 11.腰越津村 12.川口村 13.深沢村 14.村岡村 15.長尾村 16.俣野村 17.富士見村 18.中和田村 19.瀬谷村 20.藤沢大富町（青：鎌倉市 紫：横浜市 赤：藤沢市）

- 明治22年（1889年）4月1日 - 町村制の施行により、以下の町村が発足。（2町18村）
  - 戸塚町 ←戸塚宿（戸塚町、吉田町、矢部町）（現・横浜市戸塚区）
  - 中川村 ←阿久和村（現・横浜市瀬谷区、泉区）、岡津村（現・横浜市泉区）、上矢部村、名瀬村、秋葉村（現・横浜市戸塚区）
  - 川上村 ←上柏尾村、下柏尾村、前山田村、後山田村、品濃村、舞岡村、平戸村（現・横浜市戸塚区）
  - 永野村 ←永谷村、上野庭村、下野庭村、平戸村［一部:飛び地］（現・横浜市港南区）
  - 豊田村 ←長沼村、飯島村（現・横浜市栄区）、上倉田村、下倉田村（現・横浜市戸塚区）
  - 本郷村 ←中野村、上野村、笠間村、桂村、公田村、小菅ヶ谷村、鍛冶ヶ谷村（現・横浜市栄区）
  - 小坂村 ←大船村、小袋谷村、台村、今泉村、岩瀬村、山内村（現・鎌倉市）
  - 玉縄村 ←岡本村、城廻村、植木村、関谷村（現・鎌倉市）
  - 西鎌倉村 ←長谷村、坂ノ下村、極楽寺村、乱橋材木座村、大町村［一部］（現・鎌倉市）
  - 東鎌倉村 ←小町村、大町村、雪ノ下村、西御門村、浄明寺村、二階堂村、十二所村、扇ヶ谷村、乱橋材木座村［一部］、極楽寺村［一部］（現・鎌倉市）、峠村（現・横浜市金沢区）
  - 腰越津村 ←腰越村、津村（現・鎌倉市）
  - 川口村 ←片瀬村、江島村[4]（現・藤沢市）
  - 深沢村 ←梶原村、手広村、笛田村、寺分村、上町屋村、山崎村、常盤村（現・鎌倉市）
  - 村岡村 ←弥勒寺村、小塚村、宮前村、高谷村、渡内村、柄沢村、川名村（現・藤沢市）
  - 長尾村 ←金井村、田谷村、長尾台村（現・横浜市栄区）、小雀村（現・横浜市戸塚区）
  - 俣野村 ←上俣野村、東俣野村、山谷新田、城廻村［一部］（現・横浜市戸塚区）
  - 富士見村 ←原宿村、深谷村、汲沢村（現・横浜市戸塚区）
  - 中和田村 ←和泉村、中田村、上飯田村、下飯田村、高座郡上和田村［一部］、高座郡今田村［一部］（現・横浜市泉区）
  - 瀬谷村 ←二ッ橋村、宮沢村、瀬谷村（現・横浜市瀬谷区）
  - 藤沢大富町 ←藤沢駅大鋸町、藤沢駅西富町（現・藤沢市）
- 明治27年（1894年）7月7日 - 西鎌倉村と東鎌倉村が合併して町制を施行し、鎌倉町が発足。（3町16村）
- 明治30年（1897年） - 鎌倉町のうち大字峠が久良岐郡六浦荘村に編入。
- 明治32年（1899年）7月1日 - 郡制を施行。
- 明治40年（1907年）10月1日 - 藤沢大富町が高座郡藤沢大坂町に編入（現在の藤沢市）。（2町16村）
- 大正4年(1915年）8月1日 - 長尾村が分割され、東部（大字金井・田谷・長尾台）が豊田村に編入、西部（大字小雀）は俣野村および富士見村と合併して大正村が発足。（2町14村）
- 昭和6年（1931年）1月1日 - 腰越津村が町制を施行し、腰越町と改称。（3町13村）
- 昭和8年（1933年）
  - 2月11日 - 小坂村が町制を施行し、大船町と改称。（4町12村）
  - 4月1日 - 玉縄村が大船町に編入される。川口村が町制を施行し、片瀬町と改称。（5町10村）
- 1936年（昭和11年）10月1日 - 永野村が横浜市に編入。中区の一部となる。（5町9村）
- 昭和14年（1939年）
  - 4月1日 - 戸塚町、中川村、川上村、豊田村、本郷村、中和田村、瀬谷村、大正村が横浜市に編入。同区域に戸塚区を設置。（4町2村）
  - 11月3日 - 鎌倉町と腰越町が合併して市制を施行し、鎌倉市が発足。郡より離脱。（2町2村）
- 昭和16年（1941年）6月1日 - 村岡村が藤沢市に編入。（2町1村）
- 昭和22年（1947年）4月1日 - 片瀬町が藤沢市に編入[5]。（1町1村）
- 昭和23年（1948年）
  - 1月1日 - 深沢村が鎌倉市に編入[6]。（1町）
  - 6月1日 - 大船町が鎌倉市に編入[7]。同日鎌倉郡消滅。

### 変遷表
| 明治22年以前                 | 明治22年4月1日 | 明治22年 - 大正15年                    | 明治22年 - 大正15年             | 昭和1年 - 昭和24年             | 昭和1年 - 昭和24年           | 昭和1年 - 昭和24年          | 昭和25年 - 現在 |
| ---------------------------- | -------------- | -------------------------------------- | ------------------------------- | ------------------------------ | ---------------------------- | --------------------------- | --------------- |
| 戸塚宿                       | 戸塚町         | 戸塚町                                 | 戸塚町                          | 戸塚町                         | 昭和14年4月1日 横浜市に編入  | 横浜市                      | 横浜市          |
| 矢部町                       | 戸塚町         | 戸塚町                                 | 戸塚町                          | 戸塚町                         | 昭和14年4月1日 横浜市に編入  | 横浜市                      | 横浜市          |
| 吉田町                       | 戸塚町         | 戸塚町                                 | 戸塚町                          | 戸塚町                         | 昭和14年4月1日 横浜市に編入  | 横浜市                      | 横浜市          |
| 阿久和村                     | 中川村         | 中川村                                 | 中川村                          | 中川村                         | 昭和14年4月1日 横浜市に編入  | 横浜市                      | 横浜市          |
| 岡津村                       | 中川村         | 中川村                                 | 中川村                          | 中川村                         | 昭和14年4月1日 横浜市に編入  | 横浜市                      | 横浜市          |
| 上矢部村                     | 中川村         | 中川村                                 | 中川村                          | 中川村                         | 昭和14年4月1日 横浜市に編入  | 横浜市                      | 横浜市          |
| 名瀬村                       | 中川村         | 中川村                                 | 中川村                          | 中川村                         | 昭和14年4月1日 横浜市に編入  | 横浜市                      | 横浜市          |
| 秋葉村                       | 中川村         | 中川村                                 | 中川村                          | 中川村                         | 昭和14年4月1日 横浜市に編入  | 横浜市                      | 横浜市          |
| 長沼村                       | 豊田村         | 豊田村                                 | 豊田村                          | 豊田村                         | 昭和14年4月1日 横浜市に編入  | 横浜市                      | 横浜市          |
| 飯島村                       | 豊田村         | 豊田村                                 | 豊田村                          | 豊田村                         | 昭和14年4月1日 横浜市に編入  | 横浜市                      | 横浜市          |
| 上倉田村                     | 豊田村         | 豊田村                                 | 豊田村                          | 豊田村                         | 昭和14年4月1日 横浜市に編入  | 横浜市                      | 横浜市          |
| 下倉田村                     | 豊田村         | 豊田村                                 | 豊田村                          | 豊田村                         | 昭和14年4月1日 横浜市に編入  | 横浜市                      | 横浜市          |
| 長尾台村                     | 長尾村         | 大正4年8月1日 豊田村に編入             | 豊田村                          | 豊田村                         | 昭和14年4月1日 横浜市に編入  | 横浜市                      | 横浜市          |
| 金井村                       | 長尾村         | 大正4年8月1日 豊田村に編入             | 豊田村                          | 豊田村                         | 昭和14年4月1日 横浜市に編入  | 横浜市                      | 横浜市          |
| 田谷村                       | 長尾村         | 大正4年8月1日 豊田村に編入             | 豊田村                          | 豊田村                         | 昭和14年4月1日 横浜市に編入  | 横浜市                      | 横浜市          |
| 小雀村                       | 長尾村         | 大正4年8月1日 大正村                   | 大正4年8月1日 大正村            | 大正村                         | 昭和14年4月1日 横浜市に編入  | 横浜市                      | 横浜市          |
| 上俣野村                     | 俣野村         | 大正4年8月1日 大正村                   | 大正4年8月1日 大正村            | 大正村                         | 昭和14年4月1日 横浜市に編入  | 横浜市                      | 横浜市          |
| 東俣野村                     | 俣野村         | 大正4年8月1日 大正村                   | 大正4年8月1日 大正村            | 大正村                         | 昭和14年4月1日 横浜市に編入  | 横浜市                      | 横浜市          |
| 山野新田                     | 俣野村         | 大正4年8月1日 大正村                   | 大正4年8月1日 大正村            | 大正村                         | 昭和14年4月1日 横浜市に編入  | 横浜市                      | 横浜市          |
| 城廻村（一部）               | 俣野村         | 大正4年8月1日 大正村                   | 大正4年8月1日 大正村            | 大正村                         | 昭和14年4月1日 横浜市に編入  | 横浜市                      | 横浜市          |
| 原宿村                       | 富士見村       | 大正4年8月1日 大正村                   | 大正4年8月1日 大正村            | 大正村                         | 昭和14年4月1日 横浜市に編入  | 横浜市                      | 横浜市          |
| 深谷村                       | 富士見村       | 大正4年8月1日 大正村                   | 大正4年8月1日 大正村            | 大正村                         | 昭和14年4月1日 横浜市に編入  | 横浜市                      | 横浜市          |
| 汲沢村                       | 富士見村       | 大正4年8月1日 大正村                   | 大正4年8月1日 大正村            | 大正村                         | 昭和14年4月1日 横浜市に編入  | 横浜市                      | 横浜市          |
| 中野村                       | 本郷村         | 本郷村                                 | 本郷村                          | 本郷村                         | 昭和14年4月1日 横浜市に編入  | 横浜市                      | 横浜市          |
| 上野村                       | 本郷村         | 本郷村                                 | 本郷村                          | 本郷村                         | 昭和14年4月1日 横浜市に編入  | 横浜市                      | 横浜市          |
| 笠間村                       | 本郷村         | 本郷村                                 | 本郷村                          | 本郷村                         | 昭和14年4月1日 横浜市に編入  | 横浜市                      | 横浜市          |
| 桂村                         | 本郷村         | 本郷村                                 | 本郷村                          | 本郷村                         | 昭和14年4月1日 横浜市に編入  | 横浜市                      | 横浜市          |
| 公田村                       | 本郷村         | 本郷村                                 | 本郷村                          | 本郷村                         | 昭和14年4月1日 横浜市に編入  | 横浜市                      | 横浜市          |
| 小菅ヶ谷村                   | 本郷村         | 本郷村                                 | 本郷村                          | 本郷村                         | 昭和14年4月1日 横浜市に編入  | 横浜市                      | 横浜市          |
| 鍛冶ヶ谷村                   | 本郷村         | 本郷村                                 | 本郷村                          | 本郷村                         | 昭和14年4月1日 横浜市に編入  | 横浜市                      | 横浜市          |
| 和泉村                       | 中和田村       | 中和田村                               | 中和田村                        | 中和田村                       | 昭和14年4月1日 横浜市に編入  | 横浜市                      | 横浜市          |
| 中田村                       | 中和田村       | 中和田村                               | 中和田村                        | 中和田村                       | 昭和14年4月1日 横浜市に編入  | 横浜市                      | 横浜市          |
| 上飯田村                     | 中和田村       | 中和田村                               | 中和田村                        | 中和田村                       | 昭和14年4月1日 横浜市に編入  | 横浜市                      | 横浜市          |
| 下飯田村                     | 中和田村       | 中和田村                               | 中和田村                        | 中和田村                       | 昭和14年4月1日 横浜市に編入  | 横浜市                      | 横浜市          |
| 高座郡 上和田村（一部）      | 中和田村       | 中和田村                               | 中和田村                        | 中和田村                       | 昭和14年4月1日 横浜市に編入  | 横浜市                      | 横浜市          |
| 高座郡 今田村（一部）        | 中和田村       | 中和田村                               | 中和田村                        | 中和田村                       | 昭和14年4月1日 横浜市に編入  | 横浜市                      | 横浜市          |
| 瀬谷村                       | 瀬谷村         | 瀬谷村                                 | 瀬谷村                          | 瀬谷村                         | 昭和14年4月1日 横浜市に編入  | 横浜市                      | 横浜市          |
| 二ッ橋村                     | 瀬谷村         | 瀬谷村                                 | 瀬谷村                          | 瀬谷村                         | 昭和14年4月1日 横浜市に編入  | 横浜市                      | 横浜市          |
| 宮沢村                       | 瀬谷村         | 瀬谷村                                 | 瀬谷村                          | 瀬谷村                         | 昭和14年4月1日 横浜市に編入  | 横浜市                      | 横浜市          |
| 上柏尾村                     | 川上村         | 川上村                                 | 川上村                          | 川上村                         | 昭和14年4月1日 横浜市に編入  | 横浜市                      | 横浜市          |
| 下柏尾村                     | 川上村         | 川上村                                 | 川上村                          | 川上村                         | 昭和14年4月1日 横浜市に編入  | 横浜市                      | 横浜市          |
| 前山田村                     | 川上村         | 川上村                                 | 川上村                          | 川上村                         | 昭和14年4月1日 横浜市に編入  | 横浜市                      | 横浜市          |
| 後山田村                     | 川上村         | 川上村                                 | 川上村                          | 川上村                         | 昭和14年4月1日 横浜市に編入  | 横浜市                      | 横浜市          |
| 品濃村                       | 川上村         | 川上村                                 | 川上村                          | 川上村                         | 昭和14年4月1日 横浜市に編入  | 横浜市                      | 横浜市          |
| 舞岡村                       | 川上村         | 川上村                                 | 川上村                          | 川上村                         | 昭和14年4月1日 横浜市に編入  | 横浜市                      | 横浜市          |
| 平戸村                       | 川上村         | 川上村                                 | 川上村                          | 川上村                         | 昭和14年4月1日 横浜市に編入  | 横浜市                      | 横浜市          |
| 永野村                       | 永野村         | 永野村                                 | 永野村                          | 昭和11年10月1日 横浜市に編入   |                              | 横浜市                      | 横浜市          |
| 永野村                       | 永野村         | 永野村                                 | 永野村                          | 昭和11年10月1日 横浜市に編入   | 永谷村                       | 横浜市                      | 横浜市          |
| 永野村                       | 永野村         | 永野村                                 | 永野村                          | 昭和11年10月1日 横浜市に編入   | 上野庭村                     | 横浜市                      | 横浜市          |
| 永野村                       | 永野村         | 永野村                                 | 永野村                          | 昭和11年10月1日 横浜市に編入   | 下野庭村                     | 横浜市                      | 横浜市          |
| 峠村                         | 西鎌倉村       | 明治27年7月7日 鎌倉町                  | 明治30年久良岐郡 六浦荘村に編入 | 久良岐郡六浦荘村               | 昭和11年10月1日 横浜市に編入 | 横浜市                      | 横浜市          |
| 長谷村                       | 西鎌倉村       | 明治27年7月7日 鎌倉町                  | 鎌倉町                          | 鎌倉町                         | 昭和14年11月3日 鎌倉市       | 鎌倉市                      | 鎌倉市          |
| 坂ノ下村                     | 西鎌倉村       | 明治27年7月7日 鎌倉町                  | 鎌倉町                          | 鎌倉町                         | 昭和14年11月3日 鎌倉市       | 鎌倉市                      | 鎌倉市          |
| 極楽寺村 乱橋材木座村 大町村 | 西鎌倉村       | 明治27年7月7日 鎌倉町                  | 鎌倉町                          | 鎌倉町                         | 昭和14年11月3日 鎌倉市       | 鎌倉市                      | 鎌倉市          |
| 東鎌倉村                     |                | 明治27年7月7日 鎌倉町                  | 鎌倉町                          | 鎌倉町                         | 昭和14年11月3日 鎌倉市       | 鎌倉市                      | 鎌倉市          |
| 小町村                       |                | 明治27年7月7日 鎌倉町                  | 鎌倉町                          | 鎌倉町                         | 昭和14年11月3日 鎌倉市       | 鎌倉市                      | 鎌倉市          |
| 雪ノ下村                     |                | 明治27年7月7日 鎌倉町                  | 鎌倉町                          | 鎌倉町                         | 昭和14年11月3日 鎌倉市       | 鎌倉市                      | 鎌倉市          |
| 西御門村                     |                | 明治27年7月7日 鎌倉町                  | 鎌倉町                          | 鎌倉町                         | 昭和14年11月3日 鎌倉市       | 鎌倉市                      | 鎌倉市          |
| 浄明寺村                     |                | 明治27年7月7日 鎌倉町                  | 鎌倉町                          | 鎌倉町                         | 昭和14年11月3日 鎌倉市       | 鎌倉市                      | 鎌倉市          |
| 二階堂村                     |                | 明治27年7月7日 鎌倉町                  | 鎌倉町                          | 鎌倉町                         | 昭和14年11月3日 鎌倉市       | 鎌倉市                      | 鎌倉市          |
| 十二所村                     |                | 明治27年7月7日 鎌倉町                  | 鎌倉町                          | 鎌倉町                         | 昭和14年11月3日 鎌倉市       | 鎌倉市                      | 鎌倉市          |
| 扇ヶ谷村                     |                | 明治27年7月7日 鎌倉町                  | 鎌倉町                          | 鎌倉町                         | 昭和14年11月3日 鎌倉市       | 鎌倉市                      | 鎌倉市          |
| 腰越村                       | 腰越津村       | 腰越津村                               | 腰越津村                        | '昭和6年1月1日 町制改称 腰越町 | 昭和14年11月3日 鎌倉市       | 鎌倉市                      | 鎌倉市          |
| 津村                         | 腰越津村       | 腰越津村                               | 腰越津村                        | '昭和6年1月1日 町制改称 腰越町 | 昭和14年11月3日 鎌倉市       | 鎌倉市                      | 鎌倉市          |
| 梶原村                       | 深沢村         | 深沢村                                 | 深沢村                          | 深沢村                         | 深沢村                       | 昭和23年1月1日 鎌倉市に編入 | 鎌倉市          |
| 手広村                       | 深沢村         | 深沢村                                 | 深沢村                          | 深沢村                         | 深沢村                       | 昭和23年1月1日 鎌倉市に編入 | 鎌倉市          |
| 笛田村                       | 深沢村         | 深沢村                                 | 深沢村                          | 深沢村                         | 深沢村                       | 昭和23年1月1日 鎌倉市に編入 | 鎌倉市          |
| 寺分村                       | 深沢村         | 深沢村                                 | 深沢村                          | 深沢村                         | 深沢村                       | 昭和23年1月1日 鎌倉市に編入 | 鎌倉市          |
| 上町屋村                     | 深沢村         | 深沢村                                 | 深沢村                          | 深沢村                         | 深沢村                       | 昭和23年1月1日 鎌倉市に編入 | 鎌倉市          |
| 山崎村                       | 深沢村         | 深沢村                                 | 深沢村                          | 深沢村                         | 深沢村                       | 昭和23年1月1日 鎌倉市に編入 | 鎌倉市          |
| 常盤村                       | 深沢村         | 深沢村                                 | 深沢村                          | 深沢村                         | 深沢村                       | 昭和23年1月1日 鎌倉市に編入 | 鎌倉市          |
| 大船村                       | 小坂村         | 小坂村                                 | 小坂村                          | 昭和8年2月11日 町制改称 大船町 | 大船町                       | 昭和23年6月1日 鎌倉市に編入 | 鎌倉市          |
| 小袋谷村                     | 小坂村         | 小坂村                                 | 小坂村                          | 昭和8年2月11日 町制改称 大船町 | 大船町                       | 昭和23年6月1日 鎌倉市に編入 | 鎌倉市          |
| 台村                         | 小坂村         | 小坂村                                 | 小坂村                          | 昭和8年2月11日 町制改称 大船町 | 大船町                       | 昭和23年6月1日 鎌倉市に編入 | 鎌倉市          |
| 今泉村                       | 小坂村         | 小坂村                                 | 小坂村                          | 昭和8年2月11日 町制改称 大船町 | 大船町                       | 昭和23年6月1日 鎌倉市に編入 | 鎌倉市          |
| 岩瀬村                       | 小坂村         | 小坂村                                 | 小坂村                          | 昭和8年2月11日 町制改称 大船町 | 大船町                       | 昭和23年6月1日 鎌倉市に編入 | 鎌倉市          |
| 山内村                       | 小坂村         | 小坂村                                 | 小坂村                          | 昭和8年2月11日 町制改称 大船町 | 大船町                       | 昭和23年6月1日 鎌倉市に編入 | 鎌倉市          |
| 岡本村                       | 玉縄村         | 玉縄村                                 | 玉縄村                          | 昭和8年4月1日 大船町に編入     | 大船町                       | 昭和23年6月1日 鎌倉市に編入 | 鎌倉市          |
| 城廻村                       | 玉縄村         | 玉縄村                                 | 玉縄村                          | 昭和8年4月1日 大船町に編入     | 大船町                       | 昭和23年6月1日 鎌倉市に編入 | 鎌倉市          |
| 植木村                       | 玉縄村         | 玉縄村                                 | 玉縄村                          | 昭和8年4月1日 大船町に編入     | 大船町                       | 昭和23年6月1日 鎌倉市に編入 | 鎌倉市          |
| 関谷村                       | 玉縄村         | 玉縄村                                 | 玉縄村                          | 昭和8年4月1日 大船町に編入     | 大船町                       | 昭和23年6月1日 鎌倉市に編入 | 鎌倉市          |
| 藤沢駅大鋸町                 | 藤沢大富町     | 明治40年10月1日 高座郡藤沢大坂町に編入 | 藤沢町                          | 藤沢市                         | 藤沢市                       | 藤沢市                      | 藤沢市          |
| 藤沢駅西富町                 | 藤沢大富町     | 明治40年10月1日 高座郡藤沢大坂町に編入 | 藤沢町                          | 藤沢市                         | 藤沢市                       | 藤沢市                      | 藤沢市          |
| 弥勒寺村                     | 村岡村         | 村岡村                                 | 村岡村                          | 村岡村                         | 昭和16年6月1日 藤沢市に編入  | 藤沢市                      | 藤沢市          |
| 小塚村                       | 村岡村         | 村岡村                                 | 村岡村                          | 村岡村                         | 昭和16年6月1日 藤沢市に編入  | 藤沢市                      | 藤沢市          |
| 宮前村                       | 村岡村         | 村岡村                                 | 村岡村                          | 村岡村                         | 昭和16年6月1日 藤沢市に編入  | 藤沢市                      | 藤沢市          |
| 高谷村                       | 村岡村         | 村岡村                                 | 村岡村                          | 村岡村                         | 昭和16年6月1日 藤沢市に編入  | 藤沢市                      | 藤沢市          |
| 渡内村                       | 村岡村         | 村岡村                                 | 村岡村                          | 村岡村                         | 昭和16年6月1日 藤沢市に編入  | 藤沢市                      | 藤沢市          |
| 柄沢村                       | 村岡村         | 村岡村                                 | 村岡村                          | 村岡村                         | 昭和16年6月1日 藤沢市に編入  | 藤沢市                      | 藤沢市          |
| 川名村                       | 村岡村         | 村岡村                                 | 村岡村                          | 村岡村                         | 昭和16年6月1日 藤沢市に編入  | 藤沢市                      | 藤沢市          |
| 片瀬村                       | 川口村         | 川口村                                 | 川口村                          | 昭和8年4月1日 町制改称 片瀬町  | 片瀬町                       | 昭和22年4月1日 藤沢市に編入 | 藤沢市          |
| 江島村                       | 川口村         | 川口村                                 | 川口村                          | 昭和8年4月1日 町制改称 片瀬町  | 片瀬町                       | 昭和22年4月1日 藤沢市に編入 | 藤沢市          |

## 行政
歴代郡長
特記（『戸塚郷土誌』）以外は『神奈川県史 別編1 人物』による。
| 代 | 氏名       | 就任年月日                 | 退任年月日                 | 備考                   |
| -- | ---------- | -------------------------- | -------------------------- | ---------------------- |
| 01 | 山本庄太郎 | 明治11年（1878年）11月18日 | 明治12年（1879年）9月29日  |                        |
| 02 | 飯島憲章   | 明治12年（1879年）9月29日  | 明治16年（1883年）9月19日  |                        |
| 03 | 中山信明   | 明治16年（1883年）9月19日  | 明治22年（1889年）6月      |                        |
| 04 | 内田亮坪   | 明治22年（1889年）6月      | 明治28年（1895年）6月      | 逝去                   |
| 05 | 白根鼎三   | 明治28年（1895年）7月      | 明治31年（1898年）7月      | 橘樹郡に転任           |
| 06 | 青木往晴   | 明治31年（1898年）7月      | 明治33年（1900年）12月23日 |                        |
| 07 | 荒木義諦   | 明治33年（1900年）12月23日 | 明治35年（1902年）4月5日   |                        |
| 08 | 曽根盛鎮   | 明治35年（1902年）4月5日   | 明治38年（1905年）1月      |                        |
| 09 | 原田千之介 | 明治38年（1905年）1月20日  | 明治45年（1912年）5月31日  | （原田千代助）         |
| 10 | 北野右一   | 明治45年（1912年）5月31日  | 大正2年（1913年）6月       |                        |
| 11 | 隈元清世   | 大正2年（1913年）6月       | 大正4年（1915年）5月       |                        |
| 12 | 藤田傊治郎 | 大正4年（1915年）5月       | 大正6年（1917年）7月       |                        |
| 13 | 服部良太郎 | 大正6年（1917年）7月       | 大正11年（1922年）4月      |                        |
|    | 佐藤房吉   | 大正11年（1922年）4月      | 大正12年（1923年）5月      |                        |
| 14 | 茂義孫     | 大正12年（1923年）5月      |                            |                        |
| 15 | 伊東義尚   |                            | 大正15年（1926年）6月30日  | 郡役所廃止により、廃官 |

## その他
旧鎌倉郡域内で栽培・収穫された物や生産・加工等された製品は「鎌倉○○」（例：鎌倉やさい）と呼ばれることがある。